# Apostelhoeve
De Apostelhoeve is een wijngoed in het zuiden van de Nederlandse stad Maastricht. De Apostelhoeve met bijbehorende wijngaarden ligt op de zuidoostelijke helling van de Louwberg, aan de westzijde van het Jekerdal, nabij de Belgische grens (Kanne).
In het Jekerdal werden al in de middeleeuwen wijndruiven verbouwd, tot de "Kleine IJstijd" daar omstreeks 1600 een einde aan maakte. De wijngaarden bij de Apostelhoeve waren eeuwenlang eigendom van de Stichting Lambert van Middelhoven, die het in de vijftiende eeuw gestichte Twaalf Apostelenhofje in de Bogaardenstraat beheerde. Mogelijk dankt de Apostelhoeve zijn naam aan die verbintenis.
De fruitteler Hugo Hulst besloot op de Apostelhoeve in 1970 weer een wijngaard aan te leggen. De eerste oogst leverde 1400 flessen wijn op. Na de topzomer van 2018 verwachtte wijnbouwer Mathieu Hulst voor het eerst meer dan 100.000 flessen te kunnen produceren. Anno 2021 werd een oppervlakte van ruim 14 hectare voor wijnbouw gebruikt. In 2022 stopte het bedrijf met de teelt van andere vruchten en werden uitsluitend nog druiven verbouwd. De oppervlakte nam daardoor toe naar ongeveer 20 hectare. Vanaf 2025 zal de wijnproductie naar verwachting meer dan 200.000 flessen bedragen.
Op de bodem, die bestaat uit kiezel en mergel met daaroverheen een laag löss, worden de volgende druivenrassen geteeld: riesling, auxerrois, rivaner, pinot gris en, sinds 2020, Viognier. Daarvan worden uitsluitend witte wijnen gemaakt, die een frisse, mineralige smaak hebben en qua stijl en productie verwant zijn met wijnen uit de Elzas.
Onder de hoeve ligt de niet meer in gebruik zijnde Apostelgroeve, een voormalige mergelgroeve.

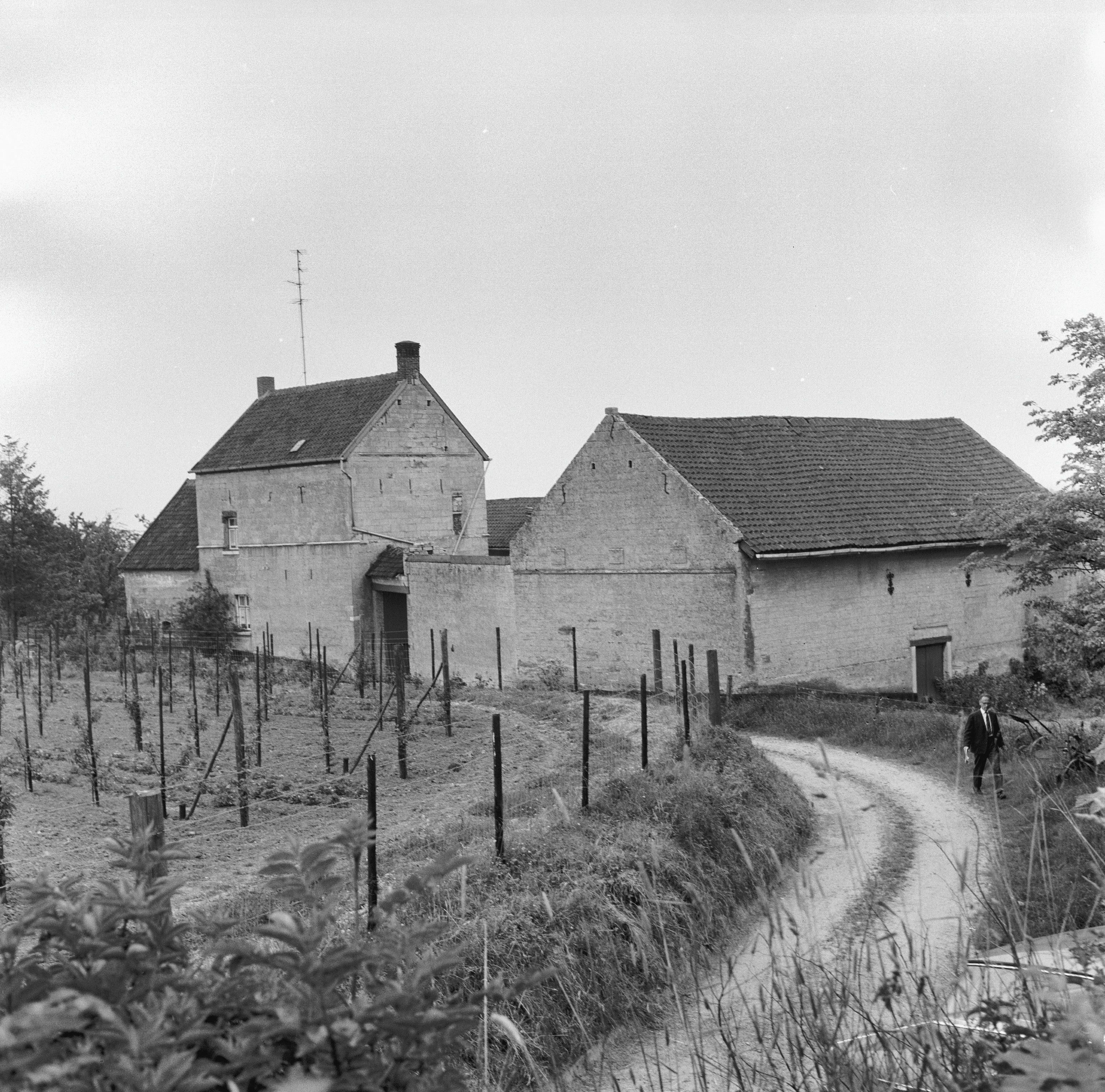
Apostelhoeve, 1962
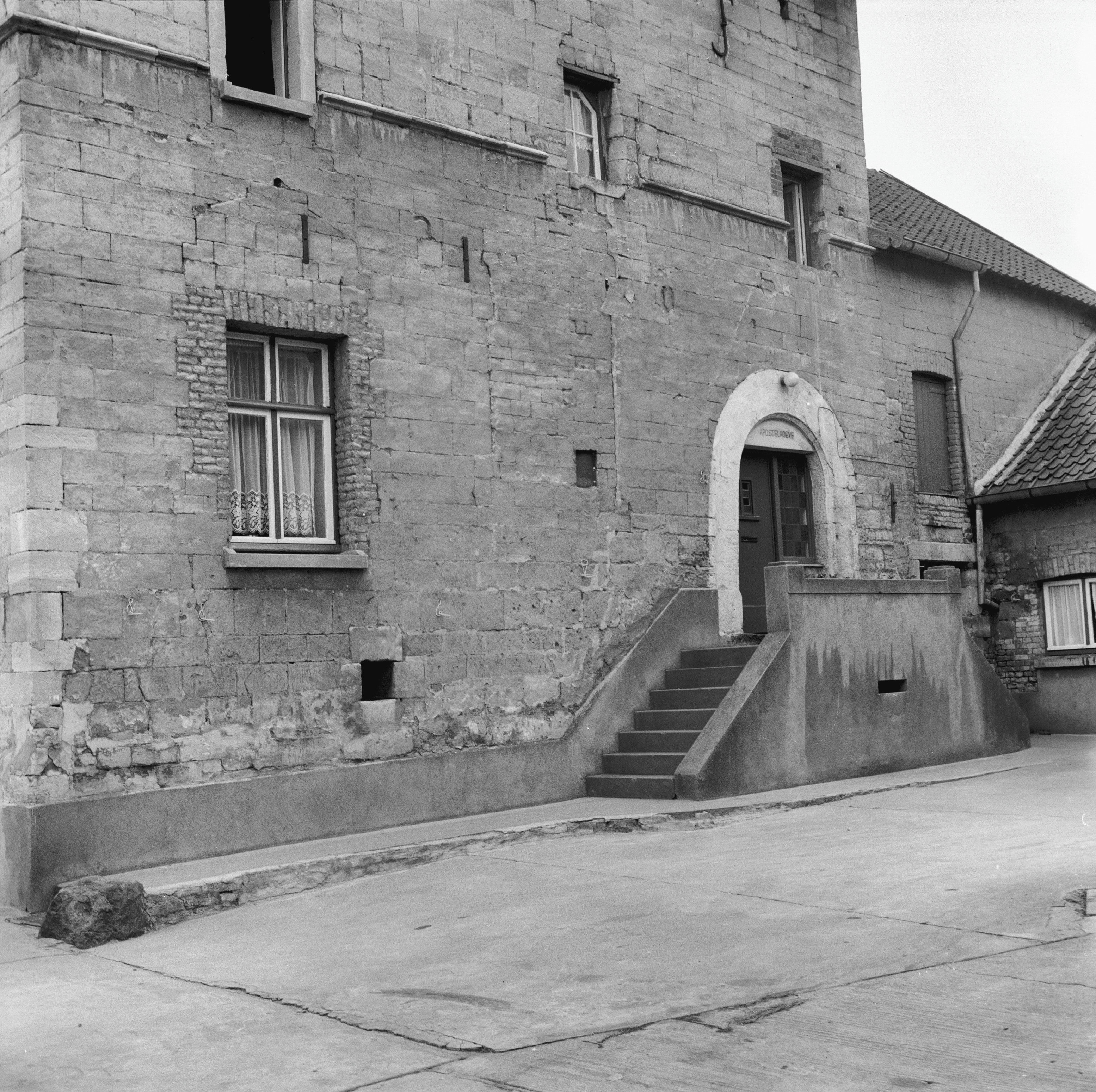
Binnenplaats, 1962
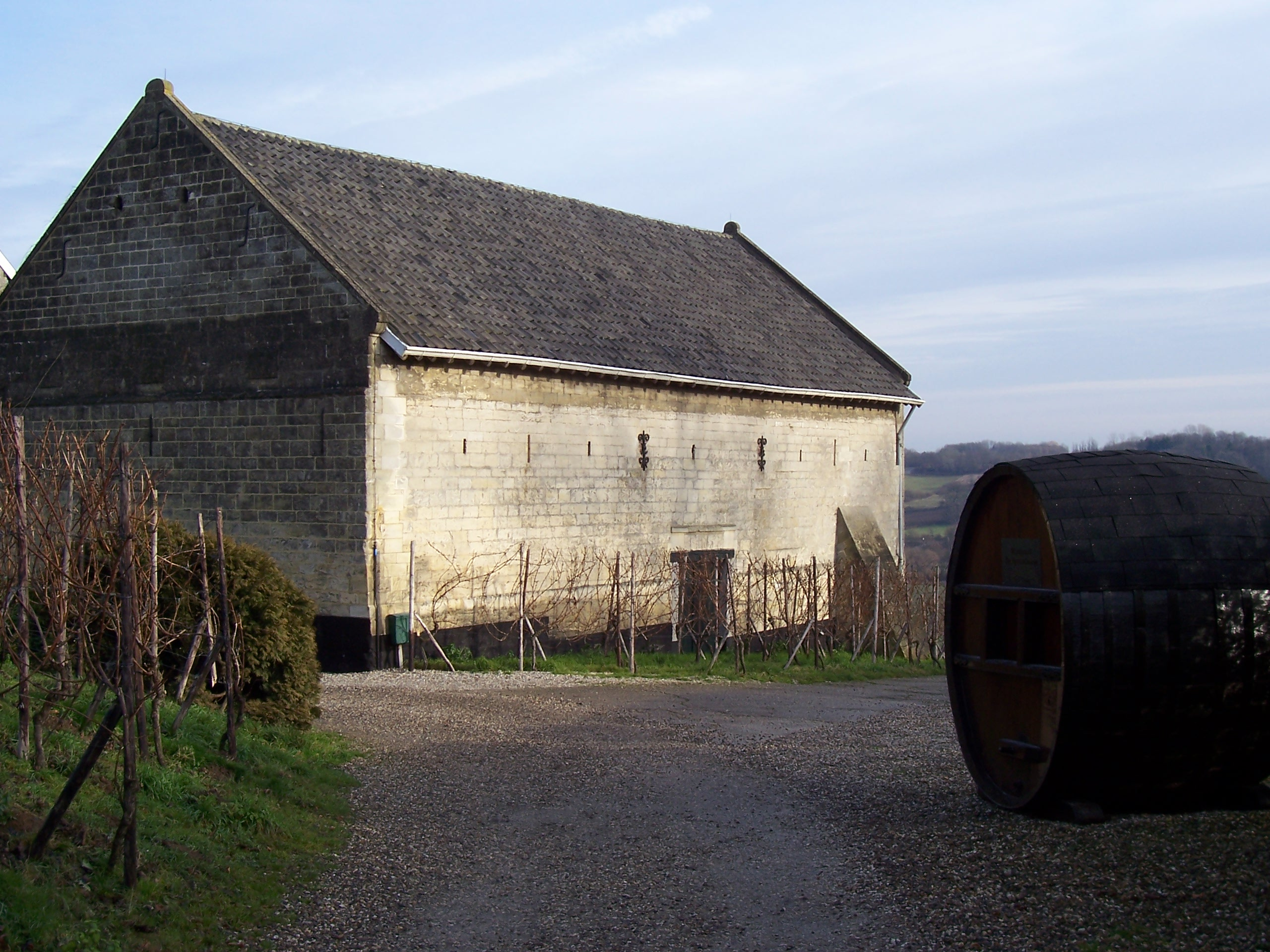
Schuur en wijnvat, 2008
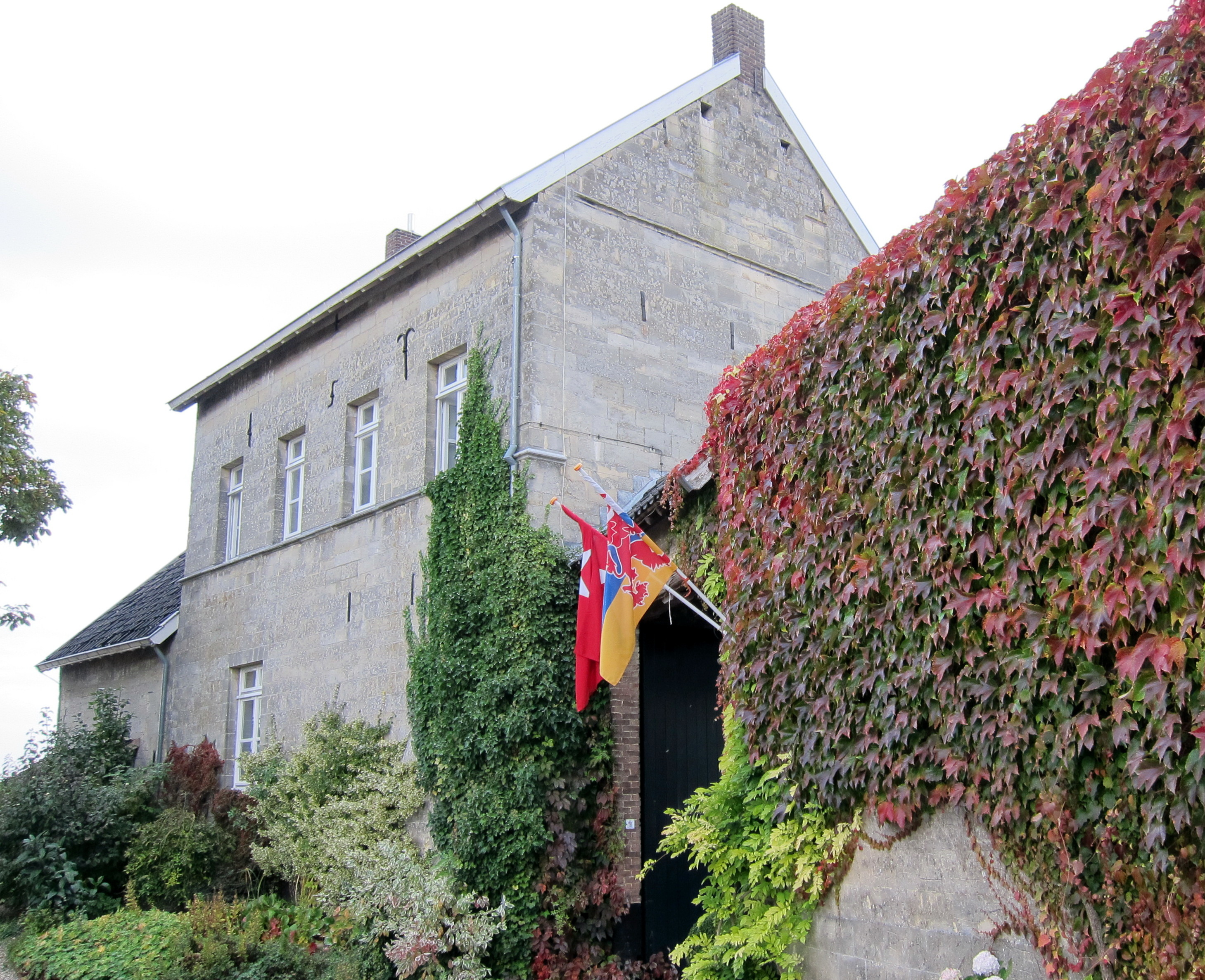
Hoofdgebouw, 2012
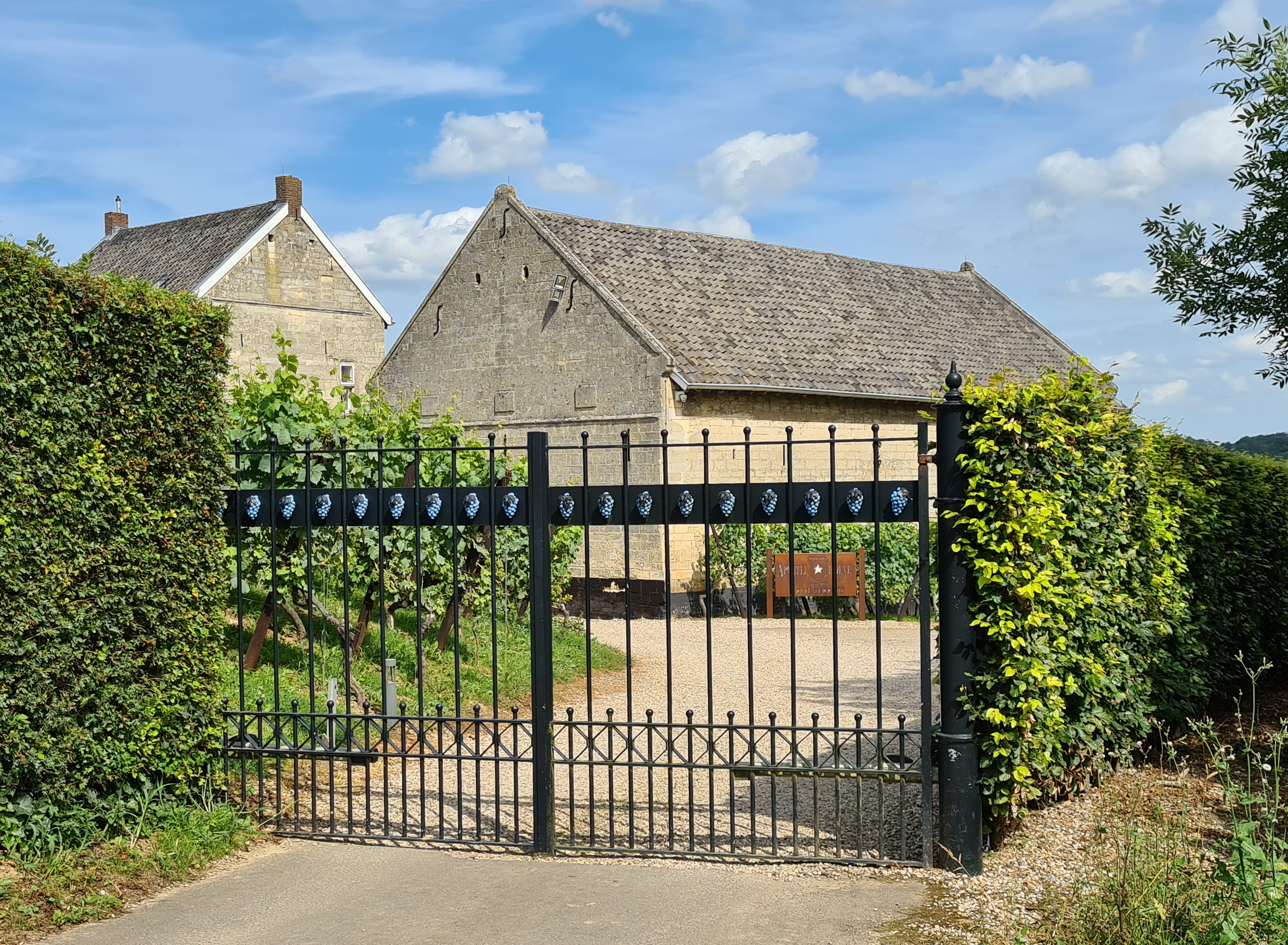
Entree Dalingsweg, 2021